# Stobryń
Stobryń – dawny futor. Tereny, na których był położony, leżą obecnie na Litwie, w okręgu uciańskim, w rejonie ignalińskim, w gminie Ignalino.

## Historia
W czasach zaborów w gminie Daugieliszki, w powiecie święciańskim, w guberni wileńskiej Imperium Rosyjskiego
W dwudziestoleciu międzywojennym wieś leżała w Polsce, w województwie wileńskim, w powiecie święciańskim, w gminie Daugieliszki.
W 1931 w 6 domach zamieszkiwały 34 osoby. Leżał 2 kilometry od stacji kolejowej Ignalino.
Miejscowość należała do parafii rzymskokatolickiej w Połuszach. Podlegała pod Sąd Grodzki w Święcianach i Okręgowy w Wilnie; właściwy urząd pocztowy mieścił się w Ignalinie.